# Stazione di Tama-Reien
La stazione di Tama-Reien (多磨霊園駅?, Tama-Reien-eki) è una stazione ferroviaria situata a Fuchū, città conurbata con Tokyo, e serve la linea Keiō della Keiō Corporation.

## Linee
Keiō Corporation
● Linea Keiō

## Struttura
La stazione dispone di due marciapiedi laterali con due binari passanti in superficie.
| 1 | ● Linea Keiō | per Keiō-Hachiōji, Tama-Dōbutsukōen e Takaosanguchi                                    |
| 2 | ● Linea Keiō | per Chōfu, Meidaimae, Sasazuka, Shinjuku e linea Shinjuku della metropolitana di Tokyo |

## Stazioni adiacenti
| «                                 | Servizio   | »             |
| Linea Keiō                        | Linea Keiō | Linea Keiō    |
| --------------------------------- | ---------- | ------------- |
| Musashinodai                      | Locale     | Higashi-Fuchū |
| Tutti gli altri treni non fermano |            |               |